# Dolores Sutton
Dolores Sutton (eigentlich Dolores Lila Silverstein; * 4. Februar 1927 in New York City, New York; † 11. Mai 2009 in Englewood, New Jersey) war eine US-amerikanische Schauspielerin und Autorin.

## Leben
Sutton verließ 1948 die New York University mit einem Abschluss in Philosophie und verfasste während des Schreibens ihrer Magisterarbeit ein Radiostück, Siblings, für das sie auch eine Sprechrolle übernehmen konnte. Damit begann eine sechs Jahrzehnte umfassende Karriere. Auch in deren weiterem Verlauf schrieb sie hin und wieder; einige Stücke für Fernsehspiele stammen aus ihrer Feder, aber vor allem verfasste sie Theaterstücke wie Down at the Old Bull and Bush, The Web and the Rock, Company Comin' , Born Yesterday, A Perfect Ganesh, Detail of a Larger Work, The Front Page, The Exact Center of the Universe, A Drop in the Bucket, Spring Storm und Signs and Wonders.
Ihren ersten Fernsehauftritt hatte die nur 1,57 m große Sutton in einer Folge des Jack Benny Programs; in den Serien Valiant Lady (1954f.), Date with life (1955) und From these Roots (1959f.) hatte sie durchgehende Rollen. Auch in Seifenopern wie Jung und Leidenschaftlich – Wie das Leben so spielt, The Edge of Night, Ryan's Hope, All My Children und General Hospital konnte man sie sehen.
Am Broadway spielte sie unter anderem 1960 in Rhinoceros, 1961 in General Seeger und 1994 in My Fair Lady; off-Broadway waren ihre Auftritte weit umfänglicher. Auch am Goodman Theatre in Chicago war sie verpflichtet. Dreimal wurde sie für den Sara Siddons Award nominiert. Zweimal interpretierte sie die Rolle einer Nonne, in dem Spielfilm Immer Ärger mit den Engeln (1966) und in dessen zwei Jahre später entstandenen Fortsetzung Wenn Engel reisen. Woody Allen gab ihr 1988 eine Rolle in Verbrechen und andere Kleinigkeiten.
Sutton, die von 1956 bis 1958 verheiratet war, starb in einem Altersheim für Schauspieler.

## Filmografie
- 1950: Leave It to Papa (Fernsehserie)
- 1951: Kraft Television Theatre (Fernsehserie, eine Folge)
- 1953: Man Against Crime (Fernsehserie, eine Folge)
- 1954–1955: Valiant Lady (Fernsehserie)
- 1955: The United States Steel Hour (Fernsehserie, eine Folge)
- 1955–1957: Robert Montgomery Presents (Fernsehserie, drei Folgen)
- 1957: The Big Story (Fernsehserie, eine Folge)
- 1957–1958: Studio One (Fernsehserie, vier Folgen)
- 1957, 1960: True Story (Fernsehserie, zwei Folgen)
- 1958: The Mugger
- 1959: Ah, Wilderness! (Fernsehfilm)
- 1959–1960:  From These Roots (Fernsehserie)
- 1962: Preston & Preston (The Defenders, Fernsehserie, eine Folge)
- 1962: Sam Benedict (Fernsehserie, eine Folge)
- 1963: Rauchende Colts (Gunsmoke, Fernsehserie, eine Folge)
- 1963: Nine Miles to Noon
- 1966: Ben Casey (Fernsehserie, eine Folge)
- 1966: The Long, Hot Summer (Fernsehserie, eine Folge)
- 1966: Immer Ärger mit den Engeln (The Trouble with Angels)
- 1968: Wenn Engel reisen (Where Angels Go Trouble Follows!)
- 1974: The Bob Newhart Show (Fernsehserie, eine Folge)
- 1974: Medical Center (Fernsehserie, eine Folge)
- 1975: First Ladies Diaries: Rachel Jackson (Fernsehfilm)
- 1975: F. Scott Fitzgerald in Hollywood (Fernsehfilm)
- 1979: All in the Family (Fernsehserie, eine Folge)
- 1979: The Ordeal of Patty Hearst (Fernsehfilm)
- 1986: Dream Lover
- 1988: Sarah und Sam (Crossing Delancey)
- 1989: Verbrechen und andere Kleinigkeiten (Crimes and Misdemeanors)
- 1990: Geschichten aus der Schattenwelt (Tales from the Darkside: The Movie)
- 1991: Law & Order (Fernsehserie, eine Folge)